# Правители Карфагена
На этой странице перечислены правители древнего государства Карфаген, правившие с 814 до н. э. — 146 до н. э.
- Дидона — 814 — ок. 760 г. до н. э.
- принцепсы (сподвижники Дидоны)
- Ганнон I — ок. 580 — ок. 556 г. до н. э.
- Малх — ок. 556 — ок. 550 г. до н. э.

Магониды:
- Магон I — ок. 550 — ок. 530 г. до н. э.
- Гасдрубал I — ок. 530 — ок. 510 г. до н. э.
- Гамилькар I — ок. 510—480 г. до н. э.
- Ганнон II — 480—440 гг. до н. э.
- Гимилькон I — (Сицилия) 460—410 гг. до н. э.
- Ганнибал I — 440—406 гг. до н. э.
- Гимилькон II — 406—396 до н. э.
- Магон II — 396—375 гг. до н. э.
- Магон III — 375—344 гг. до н. э.
- Ганнон III — 344—340 гг. до н. э.

Ганнониды:
- Ганнон Великий I — 340—337 гг. до н. э.
- Гисгон — 337—330 гг. до н. э.
- Гамилькар II — 330—309 гг. до н. э.
- Бомилькар — 309—308 гг. до н. э.

В середине V века до н. э. Магониды были изгнаны из Карфагена. Далее верховную законодательную власть осуществлял совет ста четырёх, а исполнительную — два ежегодно переизбираемых суффета. В 308 г. до н. э. Бомилькар попытался переворотом вернуть полную власть правителю, но потерпел неудачу, в результате чего Карфаген стал республикой.